# Storevar
Storevar este o localitate din comuna Stokke, provincia Vestfold, Norvegia, cu o suprafață de 0,21 km² și o populație de 320 locuitori (2013).